# الشقب (تعز)
الشقب هي إحدى قرى الجمهورية اليمنية. وهي تتبع جغرافيًا لمحافظة تعز. وإداريًا لمديرية صبر الموادم تقع عل المنحدر الجبلي المتسلسل من جبل صبر من ناحية الشرق تبعد عن مركز المحافظة مايقارب 40 كيلومتر تتميز بموقعها المهيمن على عددا من الاوديه كا الهوب والميهال والحازة تمتلك ثروه حجريه هائله تتميز بلونها البراق وقوة متانتها كما لديها مقوما سياحيا هاما يعتمد سكانها على الزراعة تتمثل في شجرة القات واشهره قات الجادس تعاني كاخواتها من القرى المجاورة اوبشكل عام كبقية قرى محافظة تعز من الفقر المائي
تسكنها ثلاث قبائل ال عماري والجرادي وال شريح يبلغ تعداد سكانها 4468 نسمة حسب الإحصاء الذي جرى عام 2004.يليها من الشمال قرية الجنهبي التي تتوسط تلك التلال الشامخه المتنوعة التضاريس وديانا ومدرجات زراعيه تكسو جبالها لاتختلف كثيرا عن الشقب من حيث الطقس فهما في اعتدال مناخي طوال العام لاتتجاوز درجة حرراتها 27 درجه مئويه يسكنها ثلاث قبائل وهما الاشروح والاجرود وقبيله بني عماري